# Betsabé (cuadro de Hans Memling)

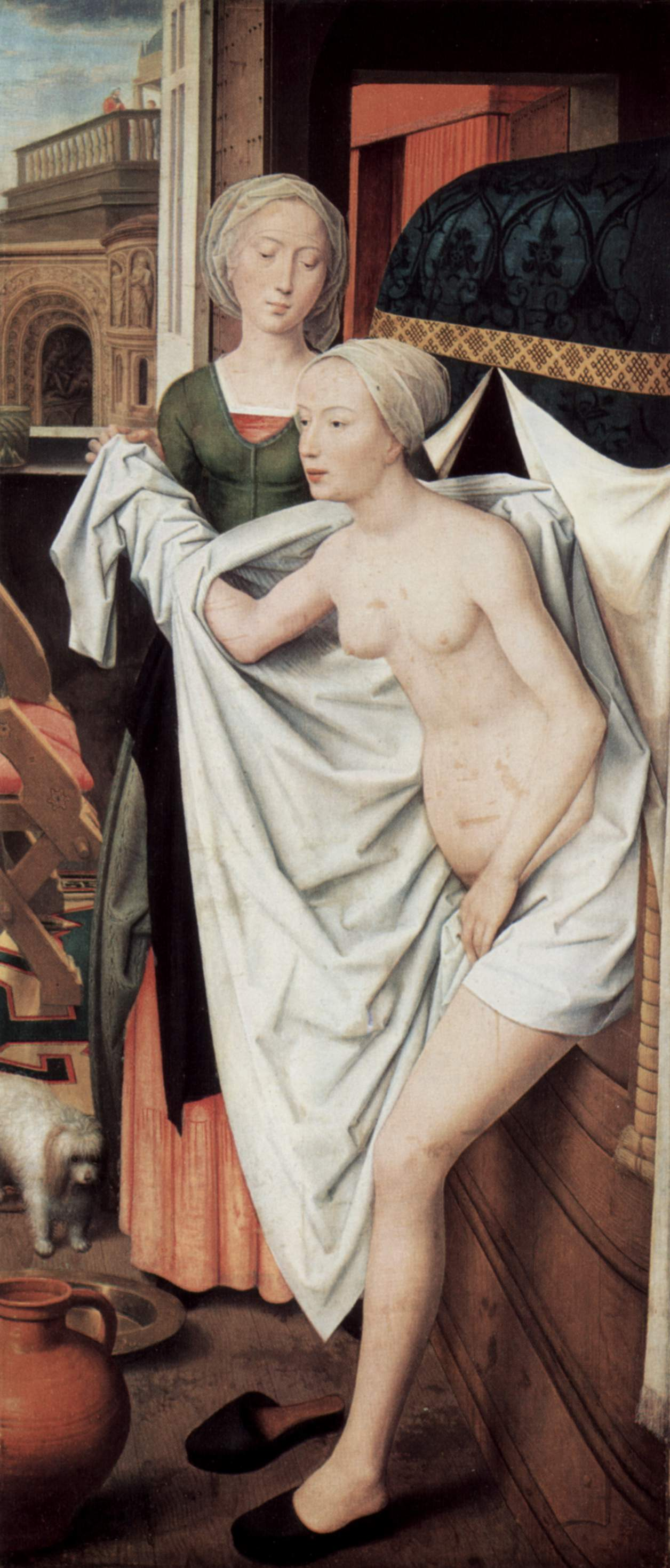
Betsabé, c. 1480, 191,5 × 84,5 cm (75,4 × 33,3 en). Staatsgalerie, Stuttgart.

Betsabé (o El baño de Betsabé o Betsabé después del baño) son los nombres dados a un óleo sobre tabla de c. 1480 pintado por el maestro primitivo flamenco Hans Memling, ahora en el Staatsgalerie de Stuttgart. Su encuadre inusualmente estrecho y el hecho de que muchos de los detalles están cortados sugiere que es un fragmento de un díptico o tríptico más grande, probablemente religioso, que fue dividido posteriormente. La pintura es notable por ser una rara representación del siglo XV de una persona desnuda en el arte del renacimiento nórdico; tales figuras típicamente sólo aparecían en representaciones del Juicio Final y el Infierno, aparte Adán y Eva, y no eran tan intencionadamente eróticas. Memling cuenta con otro desnudo femenino profano, en la tabla central de su Tríptico de la Alegoría de la Vanidad, c. 1485, en el Museo de Bellas Artes, de Estrasburgo.

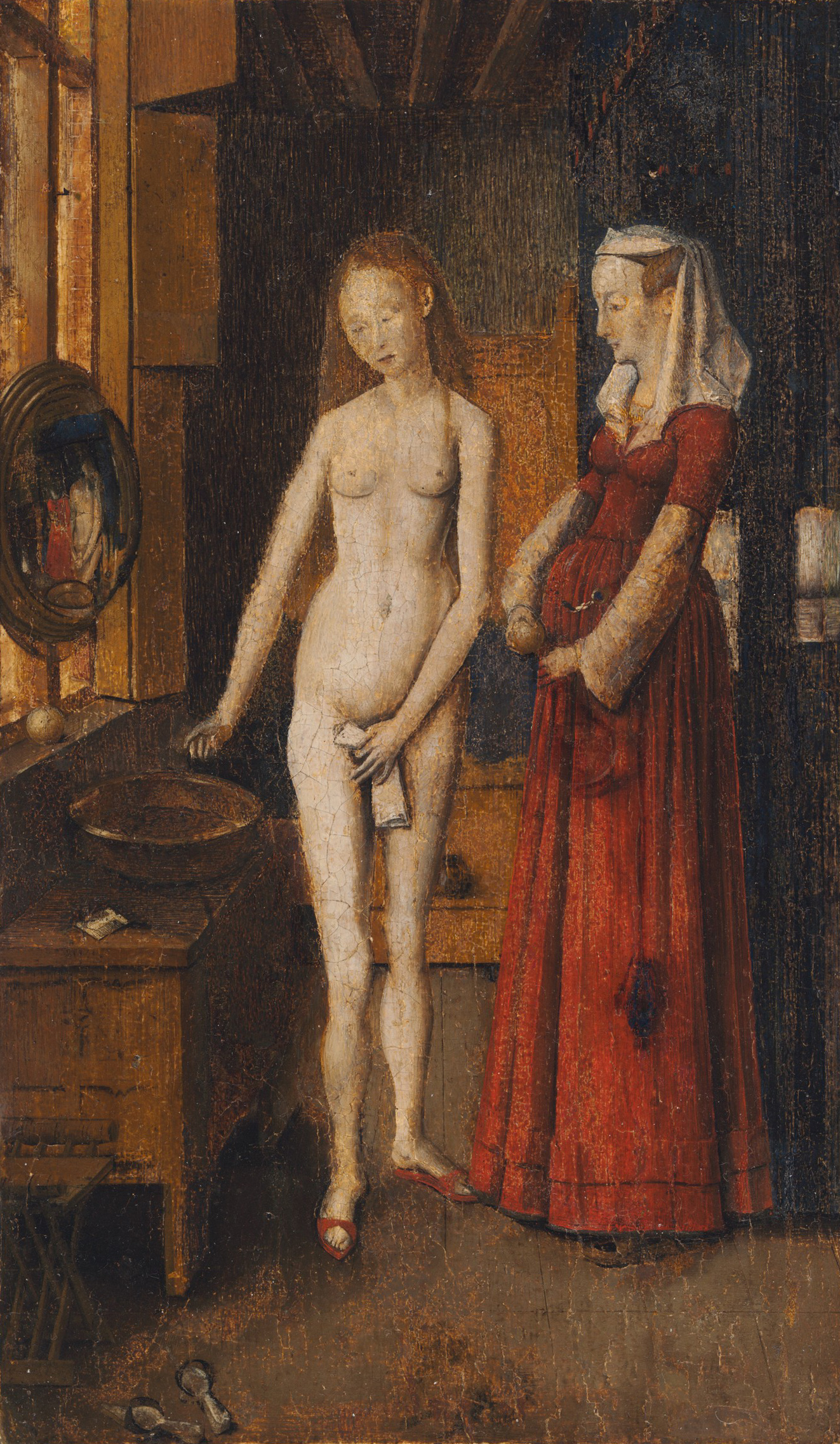
Mujer en el baño de Jan van Eyck, copia temprana del por un pintor holandés anónimo, en muy mal estado de conservación, 27,2 x 16,3 cm. Museos de Arte de Harvard/Fogg Museum, MA.

Muestra a Betsabé, esposa de Urías el hitita y más tarde del rey David, asistida por su sirvienta cuando sale de su baño. Betsabé desnuda va a ser envuelta en una toalla por la sirvienta para proceder a secarse, pero aún no lo ha hecho por completo. Las mujeres están en un interior pero ante una ventana abierta que deja ver un patio cerrado por un edificio. El baño del que Betsabé emerge es uno bajomedieval, consistente en una tina grande de madera cubierta por un techo de terciopelo negro brocado. Era cerrado para preservar la desnudez, considerada pecaminosa, tanto de los propios ojos como de los de extraños, así como para conservar el calor en estancias con escasa calefacción. Hay un perro blanco pequeño cerca de su pie derecho. Al fondo, el rey David y un joven asistente pueden ser vistos en la balconada superior del edificio. El rectángulo en esa esquina con las figuras y el balcón es un burdo pintado y añadido del siglo XVII sustituyendo el original, tal vez demasiado deteriorado.
El tipo facial de la sirvienta, el ademán y la ropa muestran una fuerte influencia de las representaciones de Rogier van der Weyden de la Virgen María. La figura de Betsabé ha sido comparada con la de Jan van Eyck en su perdida obra Mujer en el baño, a pesar de que esa pintura es más alegórica que narrativa.